# Lytocarpia orientalis
Lytocarpia orientalis är en nässeldjursart som beskrevs av Chantal Billard 1908. Lytocarpia orientalis ingår i släktet Lytocarpia och familjen Aglaopheniidae. Inga underarter finns listade i Catalogue of Life.